# Fonderie Ilva di Follonica
Le fonderie Ilva di Follonica costituiscono un comprensorio situato all'interno del centro abitato di Follonica, nella provincia di Grosseto, in Toscana.
L'area racchiude gli stabilimenti dismessi dell'Ilva. La posizione geografica degli stabilimenti dell'ex Ilva è stata determinata dalla equidistanza fra le miniere di ferro elbane e i grandi boschi demaniali dove veniva prodotto il carbone di legna. Sui due lati dell'area si è sviluppata una lottizzazione a maglie ortogonali che ha interessato il territorio compreso tra la fabbrica e la marina. Con le espansioni che si sono sviluppate oltre il torrente Petraia, l'area è collocata in posizione baricentrica rispetto all'agglomerato urbano complessivo. Alcuni fabbricati versano in condizioni di completo abbandono, altri sono stati riconvertiti dopo la chiusura dello stabilimento (1960) e destinati ad attività sociali e culturali (biblioteca della Ghisa, museo delle arti in ghisa nella Maremma, teatro Fonderia Leopolda).

## Storia

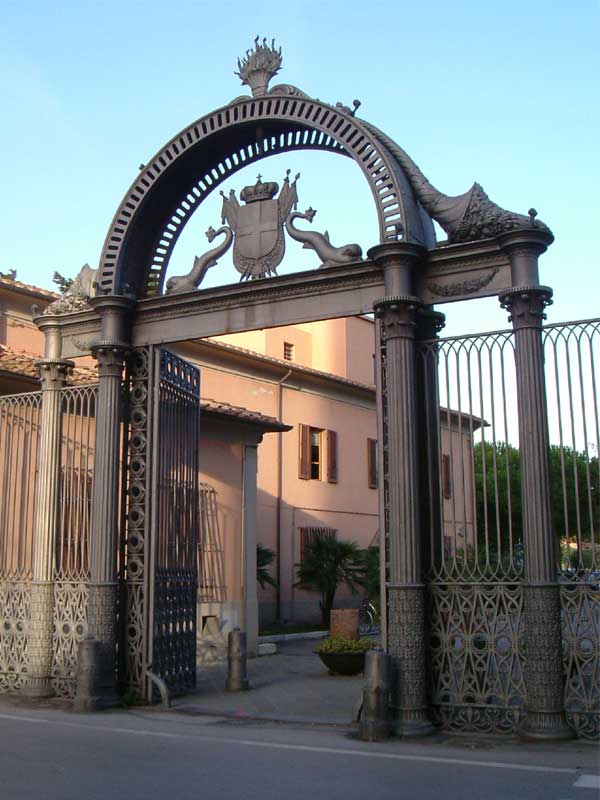
Cancello monumentale

Il nucleo originario del comprensorio risale al XVI secolo, quando gli Appiani del Principato di Piombino nel 1546 fecero qui costruire, accanto a un mulino già esistente, una ferriera per fondervi il ferro estratto dalle miniere di Rio nell'Elba. Tra il 1557 e il 1568 l'area venne dotata di un nuovo impianto di raffinazione del ferro, mentre un grande forno fusorio fu fatto costruire sotto la direzione di Benedetto Tornaquinci nel 1578.
In seguito al congresso di Vienna, nel 1815 la giurisdizione sui territori dell'ex principato passarono al Granducato di Toscana ed ebbe inizio un'azione di ammodernamento e miglioramento degli impianti produttivi. Il granduca Leopoldo II di Lorena istituì l'Imperiale e Reale amministrazione delle miniere di Rio e delle fonderie del ferro di Follonica (IRAMFF), avviando un intenso programma di rinnovamento tecnologico degli impianti e facendo di Follonica un moderno e funzionale polo della siderurgia.
Tra il 1834 e il 1841 venne realizzato il complesso della fonderia su progetto di Henry Auguste Brasseur, con i due forni accoppiati di San Leopoldo, inaugurato nel 1835, e di Maria Antonia, inaugurato nel 1841, mentre nel 1843 venne completato il "forno piccolo" per la produzione di getti di seconda fusione e nel 1844 la seconda ferriera detta "alle Contese".
Nel 1851 i Lorena, in cambio di un prestito alle reali finanze, lasciarono alla società cointeressata Banca Bastogi la gestione delle fonderie in concessione trentennale. La nuova direzione portò avanti l'attività siderurgica implementando l'edificazione di nuove fabbriche, come i forni delle Ringrane nel 1854 e l'altoforno numero 4, detto "fornone", nel 1859.
Le fonderie nel 1897 vennero poi concesse in affitto ventennale prorogabile alla nuova Società Anonima Alti Forni e Fonderie di Piombino, qualche anno dopo fusasi con la "Società Elba", che assunse nel 1918 la denominazione di "Ilva". 
Con la realizzazione del nuovo polo siderurgico piombinese, inizia il declino delle fonderie di Follonica. Nel 1907 furono demoliti i quattro forni e lo stabilimento declassato a fonderia di seconda fusione con la realizzazione della fonderia numero 1. Alcuni ampliamenti vennero effettuati nel 1926 con l'edificazione della fonderia per cilindri, e nel 1935 con la costruzione del forno a crogiuolo per le fusioni di piombo.
L'attività siderurgica continuò fino al 21 febbraio 1960, anno in cui cessò la produzione nello stabilimento.

## Edifici
Gli edifici storici e di maggiore rilievo presenti nell'area sono:
- Bottaccio, serbatoio dell'acqua risalente già al XVI secolo.[2]
- Cancello monumentale in ghisa (1831-1845) progettato da Alessandro Manetti e Carlo Reishammer.[3]
- Carbonile (1840).[4]
- Casa con torretta, ex ferriera e distendino seicenteschi, riattivati a partire dal 1818, dopo il 1845 invece adibita ad alloggio dei lavoratori.[5]
- Case della condotta (la prima costruita tra il 1817 e il 1822, le altre due nel corso degli anni trenta dello stesso secolo), alloggi di cavallai e bovari.[6]
- Casetta Pierallini, palazzina settecentesca dall'affittuario delle ferriere Francesco Pierallini, poi ristrutturata dal 1818 per essere alloggio del guardia boschi.[7]
- Centralina idroelettrica (1910).[8]
- Due casotti di guardia di fianco all'entrata del cancello (1845).[9]
- Fonderia n. 1, risalente al 1918 su modifica di un edificio del 1839, ospita il centro fieristico-espositivo del comune inaugurato nel 2015.[10][11]
- Fonderia n. 2, composta da più edifici realizzati a partire dal 1834, un tempo affiancata da due forni, San Leopoldo (1835) e Maria Antonia (1841), demoliti entrambi dopo il 1907.[12] Nel 2014 è stata riconvertita in teatro.[13]
- Forni delle Ringrane, edificati a partire dal 1853, poi chiusi nel 1907.[14]
- Forno di San Ferdinando, ex mulino quattrocentesco, ferriera dal 1546 e forno fusorio dal 1818, smantellato poi dopo il 1907 e sede del museo della ghisa.[15]
- Ospedale ricovero (1838-1841).[16]
- Osteria e dispensa, risalente al 1651, ampliata nel XIX secolo per ospitare le scuderie e il laboratorio di falegnameria dei modellisti, è sede della scuola media Arrigo Bugiani.[17]
- Palazzina del direttore (1822-1832).[18]
- Palazzo del forno quadro, risalente al 1578, ricostruito tra il 1838 e 1840 e in seguito dopo i bombardamenti del 1944, ospita la biblioteca comunale.[19]
- Palazzo Granducale, residenza del granduca Leopoldo II dal 1845 e in seguito sede delle guardie forestali, poi Carabinieri.[20]
- Porticato dei getti e dei camerotti (1842), voluto dal granduca per riparare gli sbavatori al piano terra, mentre al piano superiore dormitorio per i lavoratori, ampliato nel 1926 per ospitare la fonderia dei cilindri con la troniera, attiva fino alla chiusura nel 1960.[21]
- Residenze dei lavoranti, abitazioni per i dipendenti realizzati tra il 1838 e il 1846.[22]
- Torre dell'orologio, ex cappella seicentesca successivamente modificata (1839) prima per ospitare il granduca, poi utilizzata come alloggio dei dipendenti.[23]
- Torre idraulica in pietre e laterizi (1910).[24]

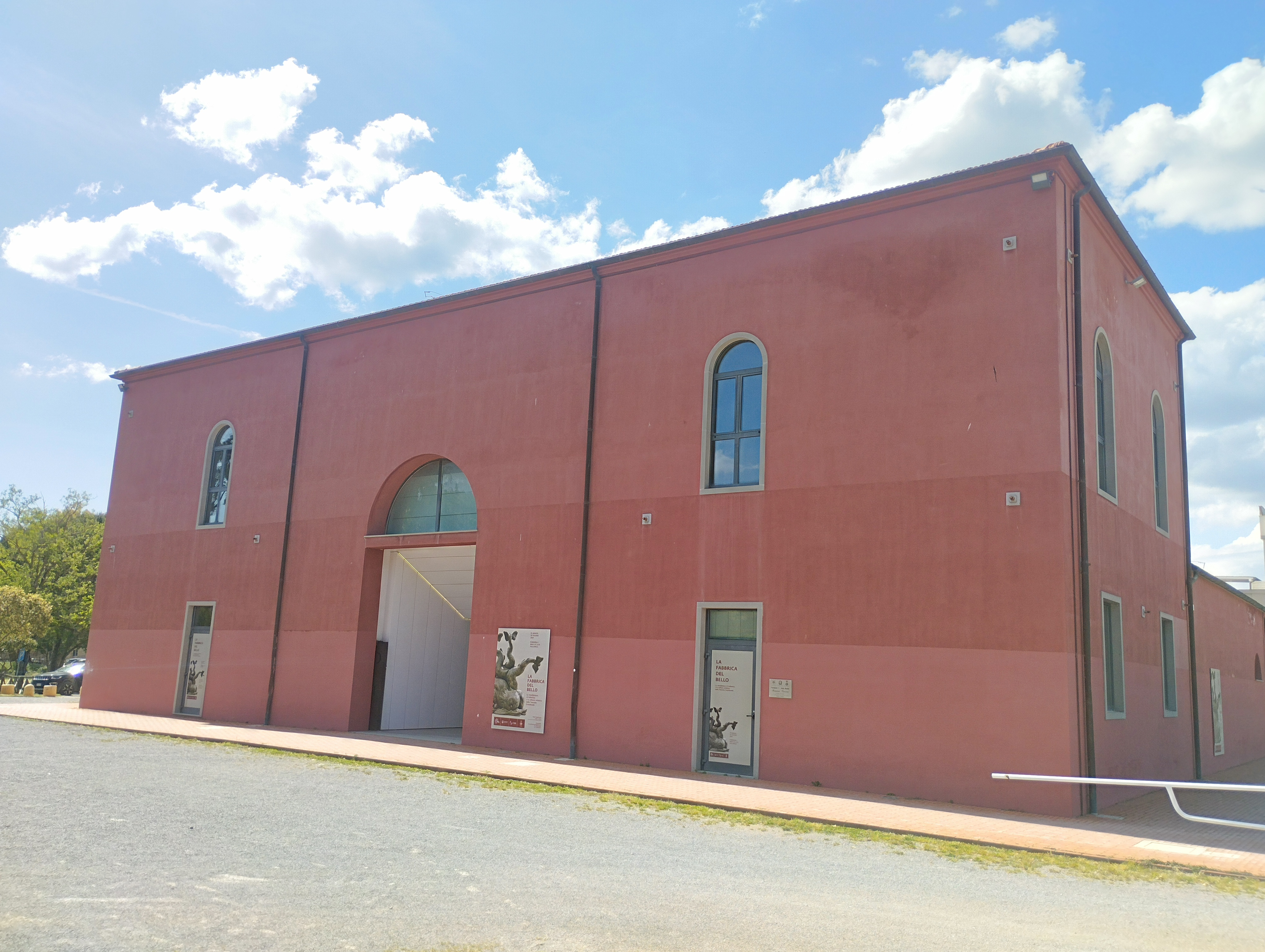
Il centro espositivo della fonderia 1
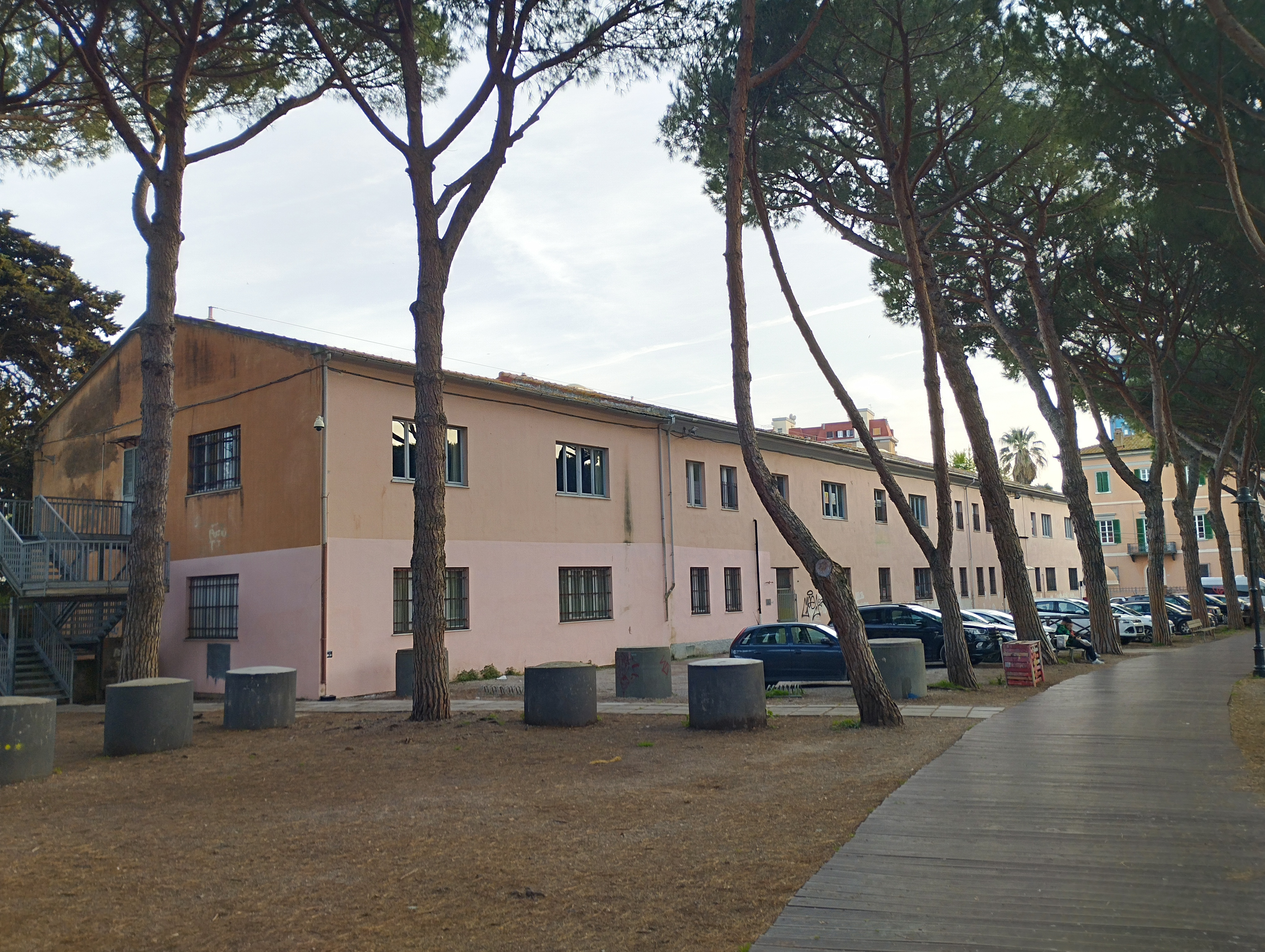
La scuola media Bugiani, già osteria e dispensa
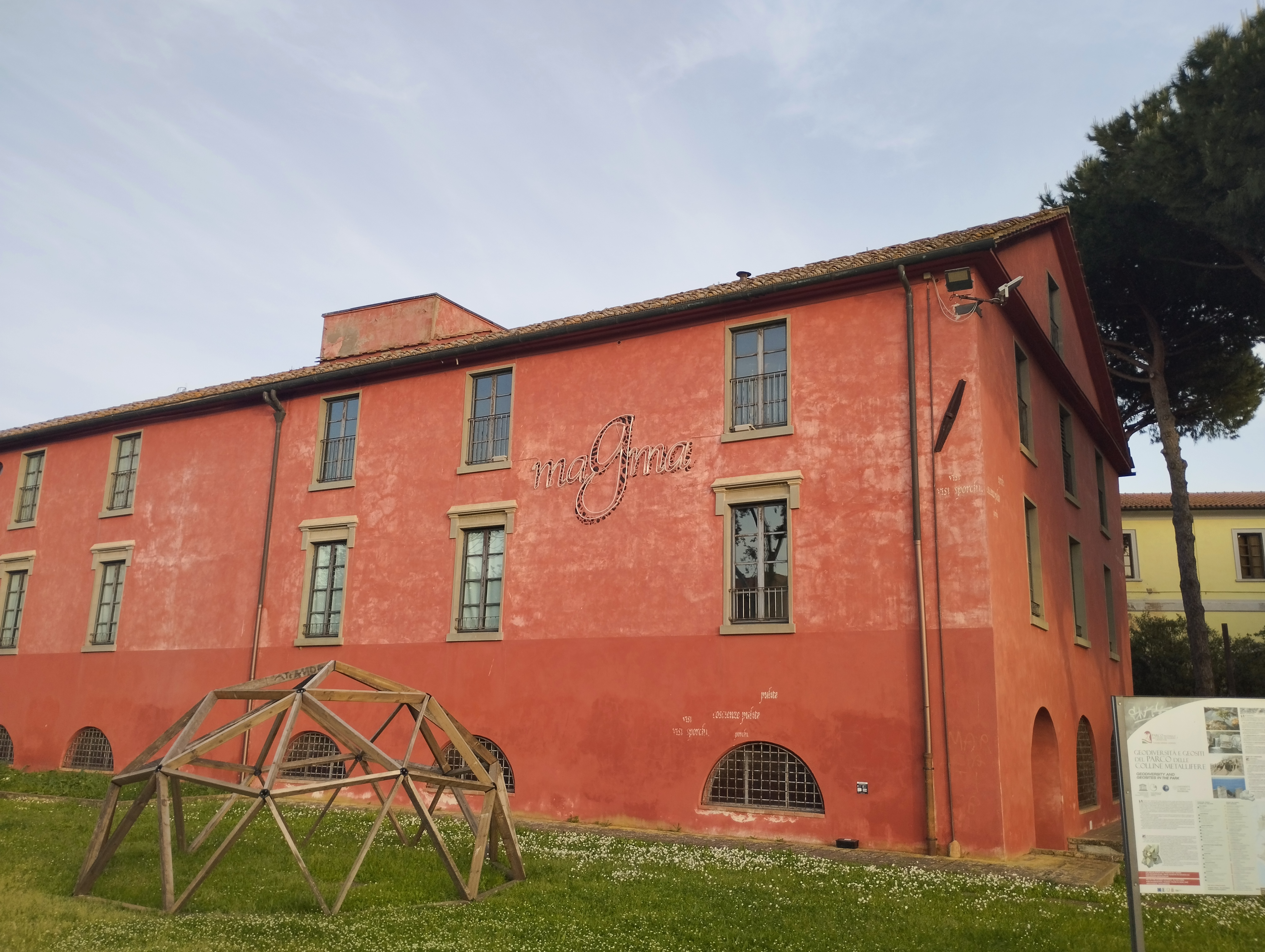
La fonderia 2, sede del museo MAGMA
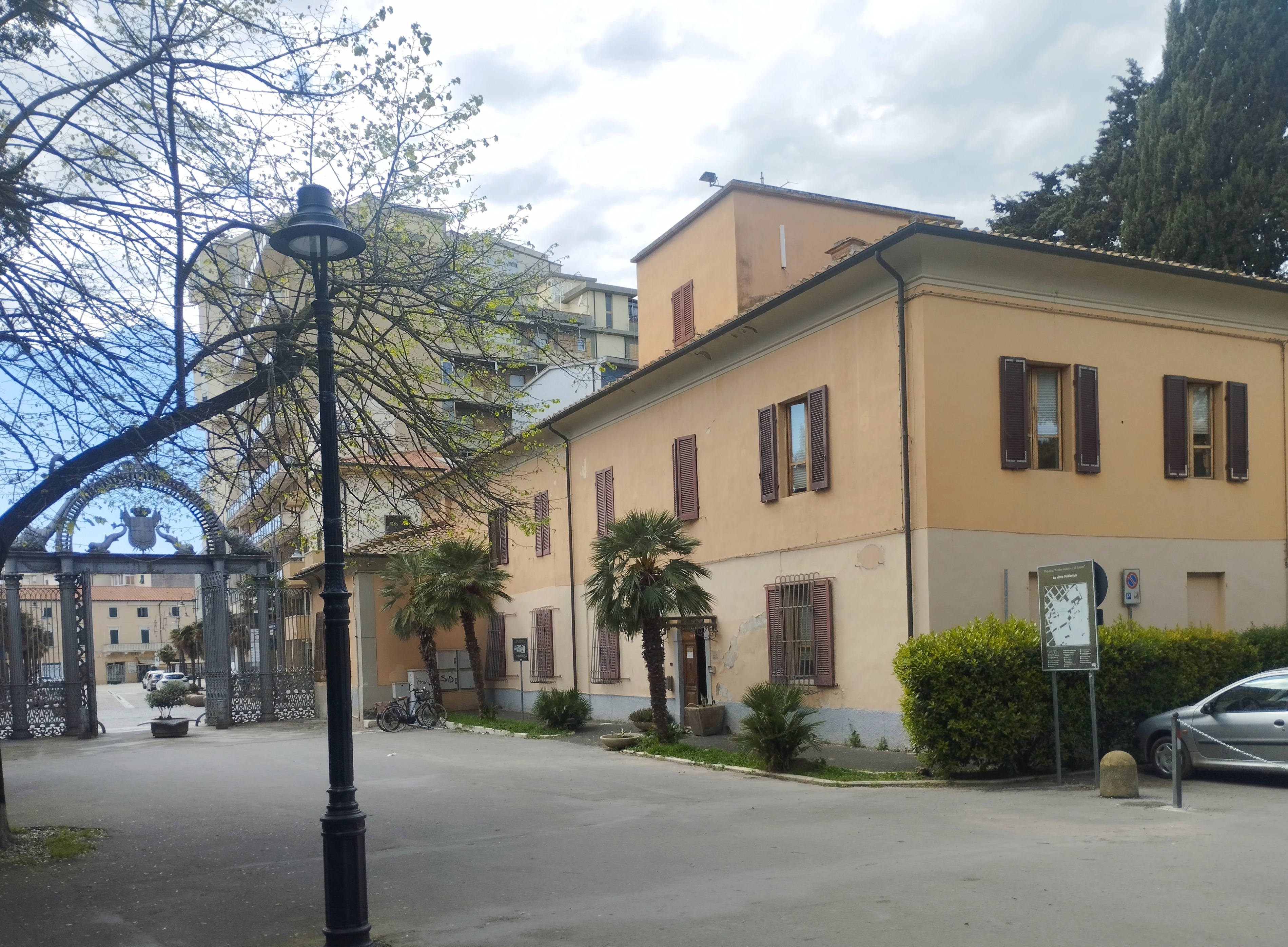
La palazzina del direttore
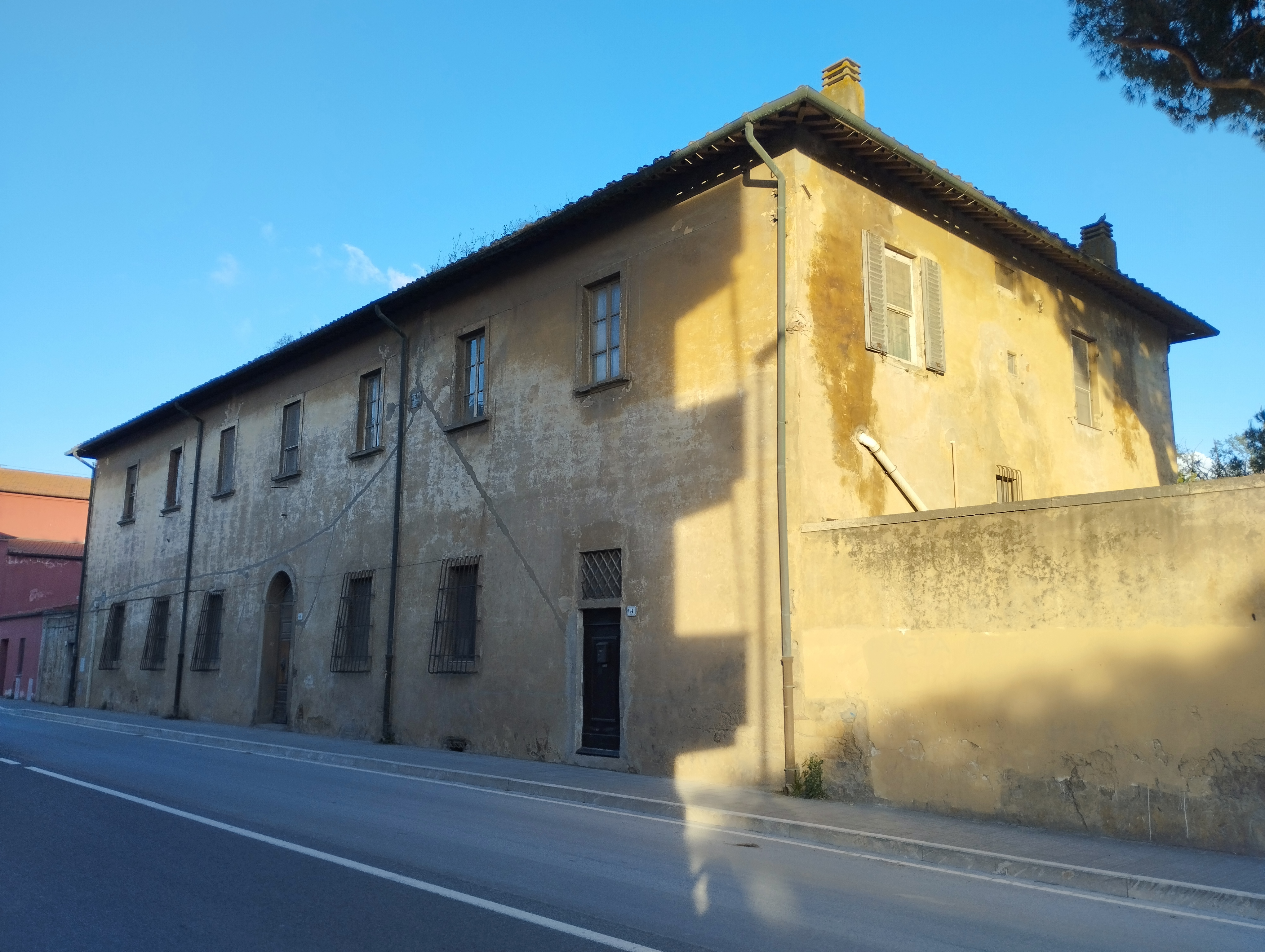
L'ex ospedale ricovero
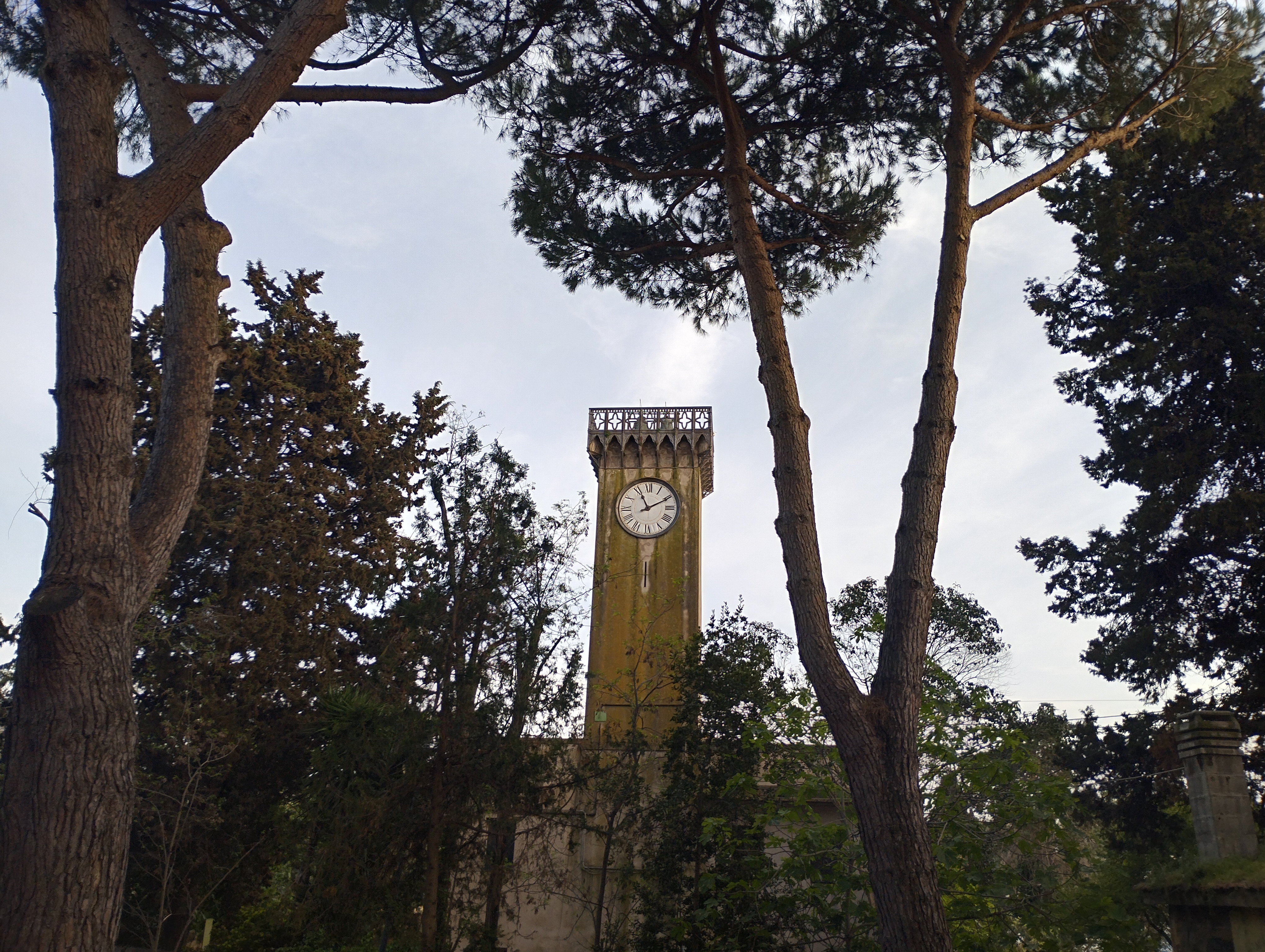
La torre dell'orologio